# 8852 Buxus
8852 Buxus este un asteroid din centura principală de asteroizi.

## Descriere
8852 Buxus este un asteroid din centura principală de asteroizi. A fost descoperit pe 8 aprilie 1991 la Observatorul La Silla de Eric Walter Elst. El prezintă o orbită caracterizată de o semiaxă mare de 2,29 ua, o excentricitate de 0,18 și o înclinație de 4,1° în raport cu ecliptica.